# جوليانا روجاس
جوليانا روجاس (بالبرتغالية: Juliana Rojas‏) هي مونتيرة وكاتبة سيناريو ومخرجة برازيلية، ولدت في 23 يونيو 1981 في كامبيناس في البرازيل.

## وصلات خارجية
- جوليانا روجاس على موقع IMDb (الإنجليزية)
- جوليانا روجاس على موقع روتن توميتوز (الإنجليزية)
- جوليانا روجاس على موقع ألو سيني (الفرنسية)
- جوليانا روجاس على موقع أول موفي (الإنجليزية)
- جوليانا روجاس على موقع قاعدة بيانات الفيلم (الإنجليزية)
- جوليانا روجاس على موقع كينوبويسك (الروسية)